# Gisela Ley
Gisela Ley (* 17. April 1940 in Düsseldorf; † 5. April 2013 in Leverkusen) war eine deutsche Politikerin und Landtagsabgeordnete (SPD).

## Leben und Beruf
Nach dem Schulbesuch absolvierte sie eine Ausbildung als Reisebürokauffrau und war anschließend in einem Reisebüro in London und in Düsseldorf tätig. Beschäftigungen bei der Bürgerberatung des Bundestagsabgeordneten Bruno Wiefel und in einem Architekturbüro folgten. Ab 1988 war Ley bei der Rheinischen Landesklinik in Langenfeld beschäftigt.
Mitglied der SPD war Ley ab 1969. Sie war in zahlreichen Gremien der SPD vertreten. Außerdem war sie Mitglied der Gewerkschaft Öffentliche Dienste, Transport und Verkehr sowie der Arbeiterwohlfahrt.

## Abgeordnete
Vom 1. Juni 1995 bis zum 2. Juni 2005 war Ley Mitglied des Landtags des Landes Nordrhein-Westfalen. Sie wurde jeweils in den Wahlkreisen 022 bzw. 024 Leverkusen II - Rheinisch-Bergischer Kreis I direkt gewählt.
Von 1975 bis 1992 war sie Mitglied im Stadtrat der Stadt Leichlingen (Rheinland) und von 1985 bis 2001 Mitglied des Kreistages des Rheinisch-Bergischen Kreises.
Gisela Ley verstarb am 5. April 2013 in Leverkusen-Opladen.